# Can Modolell (Sant Just Desvern)
Can Modolell és un edifici de Sant Just Desvern (Baix Llobregat) catalogat com a bé cultural d'interès local.

## Història i descripció
Al seu origen degué ser una masia amb la coberta a dues aigües que després es sobrealçà. Hi ha referència de la família des del segle xiv i de la casa des del 1510. La casa fou restaurada a finals del segle xvii i a inicis del xx (1902-1904), moment en què es construí la torre, la capella i es remodelà la façana posterior.
Als baixos té un gran vestíbul amb cuina i menjador, i a la planta pis, el típic saló que dona accés a les habitacions. El cos principal és de tres crugies, de planta baixa i dos pisos. Té un annex amb galeries a la planta noble i més enllà una capella privada, construïda entre 1902 i 1904. La coberta, plana i remarcada per balustres o merlets es corona amb una torre rectangular de coberta piramidal a quatre aigües.
Entorn del 1911-1912, Gaspar Modolell i Modolell va encarregar a l'arquitecte Miquel Madorell i Rius un altre edifici per al seu fill Gaspar Modolell i Jané. Té planta baixa i pis amb coberta inclinada, de dos cossos i l'accés cobert amb una terrassa accessible des del primer pis, tancada per una balustrada. A la dècada del 1990 va ser restaurada per a convertir-lo en restaurant.

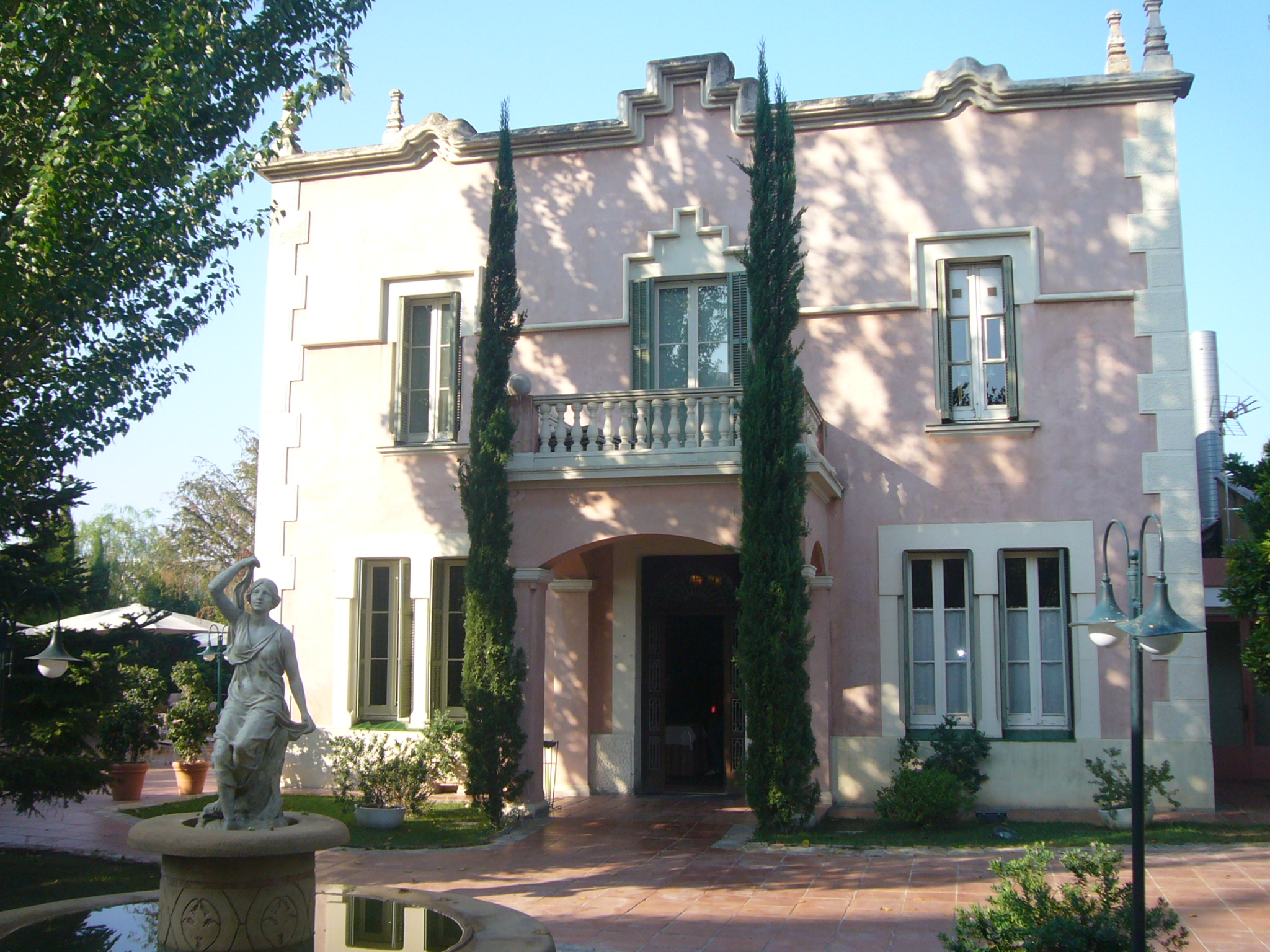
L'edifici de 1911, anomenat Torre de l'Hereu Modolell, ara restaurant